# Paloma Gómez Borrero
María Paloma Gómez Borrero (Madrid, 18 d'agost de 1934 - Madrid, 24 de març de 2017) va ser una periodista i escriptora espanyola.

## Biografia
Després de llicenciar-se en periodisme, va treballar com a enviada especial del setmanari Sábado Gráfico a Alemanya, Àustria i el Regne Unit. Durant dotze anys va ser corresponsal de TVE a Itàlia i al Vaticà; va ser la primera dona corresponsal d'aquesta televisió. Fou destituïda del càrrec en 1983 pel llavors director de RTVE, José María Calviño.
Va col·laborar en diversos dels magazines que va conduir María Teresa Campos Luque: Pasa la vida (1991-1996) en TVE; Día a día (1996-2004) en Telecinco i Cada día (2004-2005), en Antena 3. Així mateix, va ser corresponsal de la Venevisión (Veneçuela) i Teve-Hoy (Colòmbia). Entre agost de 2007 i 2012 va col·laborar al programa de Telecinco La noria, presentat per Jordi González Belart.
Fins a juny del 2012 va ser corresponsal de la cadena COPE des de Roma-Vaticà, comentant tots els esdeveniments religiosos de l'Església Catòlica que retransmetia la cadena COPE i Popular TV des d'Itàlia (Roma, Vaticà...). Des d'aquesta data va ser col·laboradora des de Roma pel programa de ràdio Ventana al mundo per a Amèrica Llatina i Estats Units en aquests dos països i corresponsal a Itàlia d'EsRadio. Tenia un ampli coneixement de la Santa Seu i va seguir tots els viatges del Papa pel món. Va acompanyar Joan Pau II en els 104 viatges (5 dels quals a Espanya) que va fer i va visitar 160 països: unes 29 vegades la volta al món en quilòmetres recorreguts.
El 12 d'octubre de 2014 va estrenar a Toledo el recital Teresa. Una castellana vieja y recia, al costat del baríton Luis Santana i el pianista Antonio López, que fou protagonista dels actes del V Centenari de Santa Teresa de Jesús. El concert està basat en música composta per Francisco Palazón, Ángel Barja, Amadeo Vives, Juan de l'Alzina, Federico Mompou o Ernesto Monsalve. El 2014 va ser una de les col·laboradores habituals del programa de la 1 Amigas y conocidas.

## Honors
Creu de l'orde d'Isabel la Catòlica
 Dama de l'orde de Sant Gregori el Gran